# 제종현
제종현(諸鐘炫, 1991년 12월 6일~)은 대한민국의 축구 선수로, 포지션은 골키퍼이다. 현재 천안 시티 FC에서 활약하고 있다.

## 구단 경력
2013년 드래프트를 통해 번외 지명으로 광주 FC에 입단하였다. 데뷔 시즌엔 리그 5경기에 출전하였으며, 2014년엔 주전으로 도약하여 광주의 K리그 클래식 승격에 기여하였다.
2015 시즌을 마치고 군 복무를 위해 상주 상무에 입대하였다.
2019시즌을 앞두고 K3리그의 청주 FC에 입단했다.